# Ralpharia magnifica
Ralpharia magnifica is een hydroïdpoliep uit de familie Tubulariidae. De poliep komt uit het geslacht Ralpharia. Ralpharia magnifica werd in 1980 voor het eerst wetenschappelijk beschreven door Watson. 